# لوئیس آرچینارد
لوئیس آرچینارد (انگلیسی: Louis Archinard; ۱۱ فوریهٔ ۱۸۵۰ – ۸ مهٔ ۱۹۳۲) یک ژنرال ارتش فرانسه در زمان جمهوری سوم بود که در فتح غرب آفریقا توسط استعمار فرانسه مشارکت داشت. او به طور سنتی در تاریخ های فرانسوی به عنوان فاتح سودان فرانسوی (مالی امروزی) معرفی می شود.آرچینارد پایان امپراتوری توکولور را رقم زد.او در جنگ جهانی اول فرمانده هنگ های لهستانی بود . وی همچنین برندهٔ جوایزی همچون لژیون دونور (صلیب بزرگ) و لژیون دونور (افسر بزرگ) شده‌است.